# Heterosphaeria veratri
Heterosphaeria veratri är en svampart som beskrevs av Nespiak & E. Müll. 1977. Heterosphaeria veratri ingår i släktet Heterosphaeria och familjen Helotiaceae.   Inga underarter finns listade i Catalogue of Life.